# Чаф
Чаф (перс. چاف) — дегестан в Ірані, в Центральному бахші, в шагрестані Лянґаруд остану Ґілян. За даними перепису 2006 року, його населення становило 9834 особи, які проживали у складі 2917 сімей.

## Населені пункти
До складу дегестану входять такі населені пункти:
- Бала-Пап-Кіяде
- Гасанабад
- Госейнабад-е Чаф
- Міян Магаллє-є Пап Кіяде
- Паїн-Пап-Кіяде
- Пошталє-є Сар
- Радар-Куме
- Садат-Махале
- Тазеабад
- Тазеабад-е Чаф
- Халь-Кіясар
- Чаф-е Бала
- Чаф-е Паїн
- Чаф-о-Чамхалє